# 1228年
| 千纪： | 2千纪 |
| 世纪： | 12世纪 \| 13世纪 \| 14世纪                                                                                                 |
| 年代： | 1190年代 \| 1200年代 \| 1210年代 \| 1220年代 \| 1230年代 \| 1240年代 \| 1250年代                                           |
| 年份： | 1223年 \| 1224年 \| 1225年 \| 1226年 \| 1227年 \| 1228年 \| 1229年 \| 1230年 \| 1231年 \| 1232年 \| 1233年                 |
| 纪年： | 戊子年（鼠年）；蒙古拖雷（监国）元年；金正大五年；南宋绍定元年；蒲鲜万奴大同五年；大理仁壽二年；越南建中三年；日本安貞二年 |

## 大事记
- 大蒙古国（蒙古帝国）皇子拖雷监国摄政。
- 完顏陳和尚以四百騎的忠孝軍，在大昌原之戰擊敗赤老溫率領的八千名蒙古軍隊，解除當時蒙古軍的慶陽之圍，是金朝與蒙古交戰20年來未曾有過的大捷。
- 察合臺率蒙古軍進至伊斯法罕，花剌子模扎蘭丁戰敗，單騎突圍，轉而出兵攻佔起拉特（位於今土耳其比特利斯省境內），與魯姆蘇丹國發生衝突。
- 宋理宗改年號紹定。
- 神聖羅馬帝國皇帝腓特烈二世率領條頓騎士團發動第六次十字軍東征。

## 出生
- 陳興道，本名陈国峻，陈朝将领
- 康拉德四世 (德意志国王)，霍亨斯陶芬王朝国王
- 鷹司兼平，镰仓时代公卿
- 石高山，元朝名将（1303年逝世）

## 逝世
- 张从正，金国医学家（出生于1156年，72岁）
- 曹彦约，南宋名臣
- 斯德望·朗顿，天主教坎特伯里總教區主教